# Manchester (New Hampshire)
 For alternative betydninger, se Manchester (flertydig). (Se også artikler, som begynder med Manchester)
Manchester er en amerikansk by og administrativt centrum i det amerikanske county Hillsborough County i staten New Hampshire. I 2000 havde byen et indbyggertal på 176.663.

## Ekstern henvisning
- Manchesters hjemmeside (engelsk)

42°59′27″N 71°27′49″V / 42.9908°N 71.4636°V